# Sot de la Font Fresca
El Sot de la Font Fresca està situat a la part septentrional del terme municipal de Sant Pere de Vilamajor, dins del veïnat de Santa Susanna de Vilamajor, al Vallès Oriental.
Recull les aigües de la font Roquet, la font Joana, la font Fresca del Samon i la font de les Febres. El sot discorre entre la carena de l'Ajaguda i la Planota del turó del Samon. Les aigües del torrent desemboquen al riu Tordera.